# Mangrove Nine

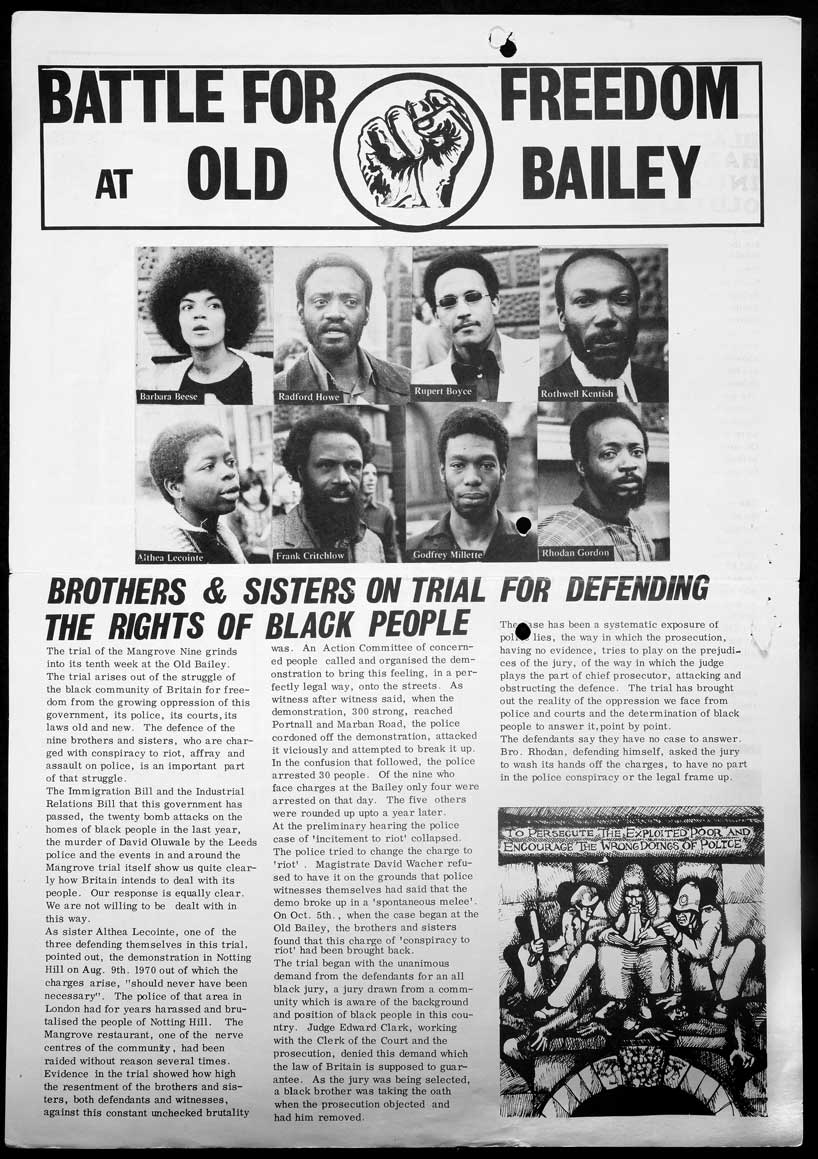
Poster, das während des Gerichtsverfahrens für die Freiheit der Mangrove Nine plädiert

Mangrove Nine war eine Gruppe britischer schwarzer Aktivisten und Aktivistinnen. Sie setzten sich 1970 für die Rechte schwarzer Menschen im Vereinigten Königreich ein, wurden in diesem Zusammenhang wegen Anstiftung zu Aufruhr („incitements of riots“) angeklagt und später vor Gericht von diesem Vorwurf freigesprochen. Bei diesem Gerichtsverfahren erkannte erstmalig ein britisches Gericht an, dass es rassistisch motivierte Polizeigewalt innerhalb der Metropolitan Police gab. Die Mangrove Nine waren Barbara Beese, Rupert Boyce, Frank Crichlow, Rhodan Gordon, Darcus Howe, Anthony Innis, Altheia Jones-Lecointe, Rothwell Kentish und Godfrey Millett.

## Hintergrund
In den 1950er und 1960er Jahren war rassistische Diskriminierung im Vereinigten Königreich weit verbreitet. Schwarzen Briten wurde häufig das Anmieten von Wohnungen verweigert, sie wurden in Restaurants und Geschäften nicht immer bedient. Als Reaktion darauf schufen schwarze Briten sichere Räume für sich und ihre Communities, indem sie Restaurants, Kirchen, Vereine und Geschäfte gründeten, die ihre eigene Kultur widerspiegelten.
Notting Hill war zu dieser Zeit kein schickes In-Viertel, es gab noch viele vom Krieg zerstörte Häuser und die Baustelle für den Westway Motorway führte mitten durch das Viertel. Aus diesem Grund gab es viele Wohnungen mit niedriger Miete, die das Viertel attraktiv für Migranten aus den Karibikstaaten machten. 1968 gründete Frank Crichlow, ein in der Karibik geborener Unternehmer, dort das Mangrove Restaurant. Das Restaurant wurde vorwiegend von Mitgliedern der Community von Schwarzen besucht, die aus Trinidad eingewandert waren, und von ihnen als ein sicherer Ort betrachtet. Das Restaurant servierte Gerichte aus Trinidad, war aber durchaus kosmopolitisch ausgerichtet und war mit einer Wandmalerei mit Mangrovenbäumen, aber auch einem Poster von John Lennon und Postern mit Protestaufrufen gegen Polizeigewalt dekoriert. Das Restaurant war über die Grenzen Notting Hills bekannt und wurde unter anderem von Stars wie Jimi Hendrix, Bob Marley, Diana Ross, Marvin Gaye, Nina Simone, Sammy Davis Jr. und Vanessa Redgrave besucht.
Zwischen Januar 1969 und Juli 1970 gab es 12 polizeiliche Durchsuchungen des Mangrove Restaurants. Bei keiner dieser Durchsuchungen konnten irgendwelche Beweise für illegale Aktivitäten sichergestellt werden. Darüber hinaus wurde Frank Crichlow Ende Dezember 1969 die Lizenz für eine Spätöffnung des Restaurants entzogen. Bis dahin war das Mangrove Restaurant von 18:00 bis 6:00 Uhr geöffnet gewesen und hatte einen guten Teil seines Umsatzes nach Mitternacht gemacht. Als Grund gaben die Behörden an, das Restaurant werde von Kriminellen und Prostituierten besucht, was aus Sicht von Frank Crichlow nicht stimmte. Er sah den Entzug der Lizenz als einen Akt der Diskriminierung. In einem Beschwerdebrief gab er auch an, dass seit dem Lizenzentzug nahezu täglich Polizeiautos vor dem Restaurant seien. Frank Crichlow wandte sich an die karibische Community und bat um Unterstützung. Dabei wandte er sich auch an die relativ neu gegründete britische Black-Panther-Bewegung. Es kam zur Gründung eines „Action Committee for the Defence of the Mangrove“, also einer Aktionsgruppe für die Verteidigung des Mangrove Restaurants, die einen Protestmarsch vorbereitete.
Die Aktionsgruppe, zu der auch Mitglieder der Mangrove Nine gehörten, verteilte ein Flugblatt, das die Gründe für den Protestmarsch erklärte und auch an das Innenministerium, den Premierminister und Oppositionsführer verschickt wurde. Das Flugblatt kündigte an, dass es so lange Protestmärsche geben werde, wie die ungerechtfertigten und rassistisch motivierten Durchsuchungen des Mangrove Restaurants und anderer Orte, wo Schwarze sich versammeln, andauern würden.

## Protestmarsch und Verhaftungen

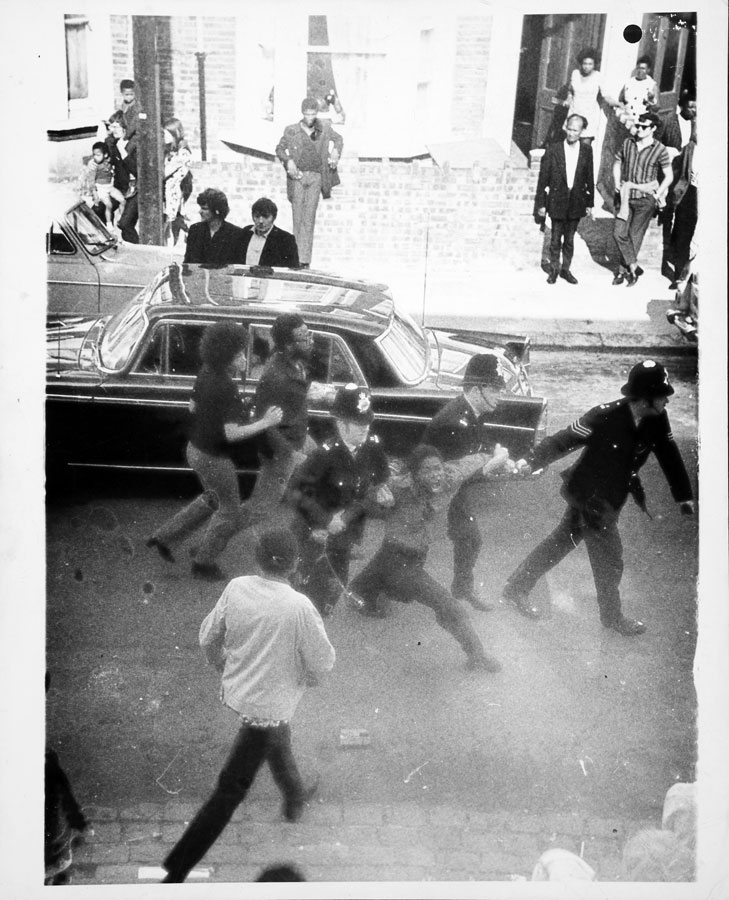
Foto der Verhaftung von Altheia Jones-LeCointe während des Protestmarschs am 9. August 1970

Am 9. August 1970 fand der Protestmarsch gegen die polizeilichen Durchsuchungen des Mangrove Restaurants statt, die als klares Zeichen von rassistischer Polizeiwillkür empfunden wurden. Etwa 100 Protestierende versammelten sich gegen Mittag vor dem Mangrove Restaurant. Es waren vorwiegend Einwanderer aus der Karibik. Die Zahl der Protestierenden wuchs zu Beginn des Marschs auf ca. 150 an. Angeführt wurde der Marsch von Aktivisten und Aktivistinnen der Black-Power-Bewegung.
Der Marsch begann friedlich, Ziel war die Polizeistation von Notting Hill. 500 Polizisten (nach anderen Angaben mehr als 600 sowie weitere Polizisten in Zivil und Angehörige von Spezialeinheiten) standen den Protestierenden gegenüber und wendeten Taktiken an, die zu einer Eskalation beitrugen.
Es kam im Laufe des Protests zu Gewalt von beiden Seiten. Die gewaltsamen Auseinandersetzungen begannen Polizeiberichten zufolge gegen 16:40 Uhr in der Portnall Road. Hinsichtlich des Auslösers der Gewalt gibt es unterschiedliche Angaben, von der Beschlagnahme bestimmter Plakate durch die Polizei hin zu unprovozierten Würfen von Flaschen oder Ziegeln auf die Polizei.
Der Protestmarsch löste sich gegen 17:00 Uhr langsam auf, bis etwa 17:20 Uhr gab es aber noch kleinere Auseinandersetzungen zwischen Polizei und Protestierenden. Am Ende waren 24 Polizisten verletzt und es gab 19 Verhaftungen.

## Gerichtsverfahren
Nach dem Protestmarsch wurden die Anschuldigungen gegen die 19 Verhafteten zunächst aus Mangel an Beweisen und widersprüchlichen Polizeiberichten fallen gelassen. Später nahm ein leitender Staatsanwalt das Verfahren allerdings erneut auf und es kam zu Anklagen gegen die heute als Mangrove Nine bekannten Personen.
Das Gerichtsverfahren gegen die Mangrove Nine, die als Verantwortliche für den Protestmarsch angeklagt waren, begann am 5. Oktober 1971. Es dauerte 55 Tage und zog großes öffentliches Interesse auf sich. Es wurde vor dem Crown Court in Old Bailey geführt. Die Anklage rief mehr als 50 Zeugen auf, die Verteidigung nahezu doppelt so viele.
Zu Beginn des Verfahrens hatte einer der Rechtsanwälte eine Jury von Schwarzen gefordert, da nur sie aus seiner Sicht die Anforderungen eines „trials by one’s peers“ erfülle, also eines Verfahrens vor Gleichgestellten, wie in der Magna Carta festgehalten. Von den zwölf Mitgliedern der endgültigen Jury waren zwei Schwarze. Bei der Auswahl der Jurymitglieder hatten die Angeklagten und ihre Verteidiger ihr damals zur Verfügung stehendes Recht, Jurymitglieder zu befragen und abzulehnen, voll ausgeschöpft und insgesamt 63 Jurymitglieder zurückgewiesen.
Die Angeklagten nutzten die Medienaufmerksamkeit, um auf Rassismus innerhalb der Polizei, aber auch im Rechtssystem und im gesamten Staat aufmerksam zu machen. Richter Edward Clarke stellte in seiner Zusammenfassung am Ende des Verfahrens fest, dass die Untersuchungen „evidence of racial hatred on both sides“, also Beweise von rassistischem Hass von beiden Seiten gezeigt hätten. Die Angeklagten wurden von dem Hauptvorwurf freigesprochen, sie hätten zu Aufruhr angestiftet. Fünf von ihnen wurden komplett freigesprochen, vier (Rupert Boyce, Rhodan Gordon, Anthony Innis und Altheia Jones-Lecointe) erhielten Bewährungsstrafen wegen geringerer Vorwürfe.

## Rezeption und Auswirkungen
Die Anerkennung von rassistisch motiviertem Hass der zuständigen Polizeikräfte durch Richter Edward Clarke gilt als historisch und hat vermutlich dazu beigetragen, dass der Race Relations Act 1976 breite Zustimmung erhielt. Der Ausgang des Gerichtsprozesses gilt auch als früher Sieg in dem langen Kampf gegen Polizeigewalt im Vereinigten Königreich. Allerdings führte er auch zu einer Einschränkung der Rechte der Angeklagten im Hinblick auf die Auswahl der Jurymitglieder.
Die Geschichte der Geschehnisse rund um das Mangrove Restaurant wurde 2020 von Steve McQueen unter dem Titel Mangrove verfilmt. Bereits 1973 war ein Dokumentarfilm von Franco Rosso und John La Rose über die Mangrove Nine entstanden. 2021 befragte Kirsty Wark Zeitzeugen in ihrer Radioshow The Reunion auf BBC Four.